# قائمة العطل الرسمية في الكويت
لدولة الكويت العديد من الإجازات الرسمية ومعظمها ذات أصل ديني إسلامي مثل عيد الفطر والأضحى والمولد النبوي .

## قائمة الإجازات والعطل الرسمية
| التاريخ          | المناسبة            |
| ---------------- | ------------------- |
| 1 محرم           | رأس السنة الهجرية   |
| 12 ربيع الأول    | المولد النبوي       |
| 27 رجب           | الإسراء والمعراج    |
| 1 - 3 شوال       | عيد الفطر           |
| 9 ذو الحجة       | يوم الوقوف بعرفة    |
| 10 - 13 ذو الحجة | عيد الأضحى          |
| 1 يناير          | رأس السنة الميلادية |
| 25 فبراير        | اليوم الوطني        |
| 26 فبراير        | يوم التحرير         |